# E-Zee Automotive
E-Zee Automotive war ein britischer Hersteller von Automobilen.

## Unternehmensgeschichte
Jim Daughtry gründete 1990 das Unternehmen in Exeter in der Grafschaft Devon. Er begann mit der Produktion von Automobilen und Kits. Der Markenname lautete Malibu. 1993 endete die Produktion. Insgesamt entstanden etwa zwei Exemplare.

## Fahrzeuge
Das einzige Modell war der RV 4. Die Basis bildete das Fahrgestell vom Renault 4. Darauf wurde eine offene, türlose Karosserie montiert, die teilweise aus Metall und teilweise aus Fiberglas bestand. Das Fahrzeug ähnelte dem Mehrzweckwagen Renault 4 Plein Air. Diese Preise lagen sehr niedrig – trotzdem blieb der Absatz gering.